# Gangdise
Gangdise eller Kailasbergen (kinesiska: Gangdisi Shan, 冈底斯山) är en bergskedja på Tibetanska högplatån, belägen norr om Himalaya.  Den utgör den västra delen av Transhimalaya. Den mest berömda toppen i kedjan är Kailash, som är ett heligt berg i fyra religioner.